# Be a Clown
Be a Clown è una canzone scritta da  Cole Porter per il film del 1948 di Vincente Minnelli Il pirata.
Nel film è interpretata due volte: una prima volta, intorno alla metà, da uno dei protagonisti, Gene Kelly, che si esibisce contestualmente in un numero di danza affiancato dai Nicholas Brothers; e quindi, come ripresa, nel travolgente finale che vede in scena lo stesso Kelly e la co-protagonista Judy Garland, entrambi in veste di clown. Per inciso è da sottolineare che la scena - estremamente riuscita tanto sotto l'aspetto della danza quanto sotto quello del canto - è valorizzata dalle numerose gag comiche che l'accompagnano e che si sviluppano lungo il reiterarsi, a tormentone dell'orecchiabile ritornello be a clown, be a clown.
Il testo della canzone ha un tono disincantato e scanzonato e suggerisce, con levità, come spesso nella vita sia conveniente atteggiarsi a clown: sii un clown, poiché tutto il mondo ama i clown, si sostiene a grandi linee, agisci come uno sciocco, e avrai sempre l'ultimo sorriso:
Be a Clown sarebbe servita smaccatamente come ispirazione di un altro standard del cinema musicale, Make 'Em Laugh (Ma che fa), dal film Cantando sotto la pioggia (Singin' in the Rain), ma Porter non ebbe mai a lamentarsi di ciò.
La canzone è stata ripresa negli anni sessanta per un episodio della serie televisiva di fantascienza Land of the Giants e nel 2004 è stata utilizzata nel biopic De-Lovely che narra la vita di Cole Porter.